# 비그리드

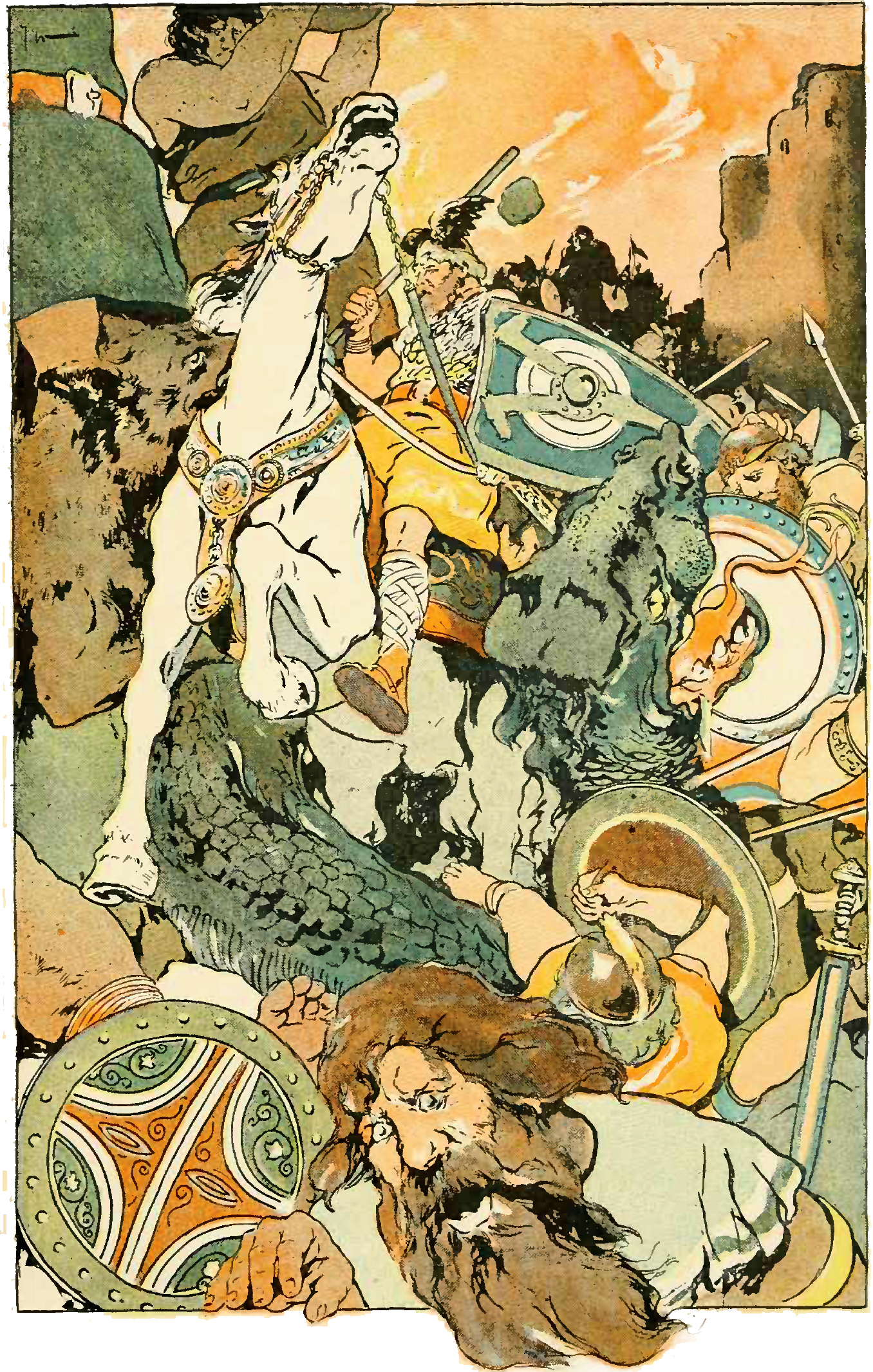

비그리드(고대 노르드어: Vígríðr) 또는 오스코프니르(고대 노르드어: Óskópnir)는 노르드 신화에서 라그나로크 때 신들의 군대와 수르트의 군대가 격렬한 싸움을 벌이게 된다고 예언되는 큰 들판이다. 13세기 이전의 서사시들을 모아놓은 《고 에다》와 13세기에 스노리 스투를루손이 쓴 《신 에다》에 모두 언급된다. 《고 에다》에서는 단순히 거기서 싸움이 벌어진다는 얘기만 나오지만, 《신 에다》에서는 보다 자세히, 많은 신들과 그 맞수들이 여기서 사망하고 세계가 불길로 가득찬 뒤 다시 태어난다는 예언이 실려 있다. 비그리드는 모든 방향으로 120 리그(1 리그는 약 3 마일, 120 리그 = 360 마일 = 580 킬로미터)씩 뻗은 매우 넓은 들판인데, 그 들판을 가득 채울 정도로 쌍방의 병력이 모일 것이라고 한다.

## 어원
"비그리드"라는 노르드어는 "전투의 쇄도" 또는 "전투가 쇄도하는 장소"라는 뜻이다. "오스코프니르"가 무슨 뜻인지는 아직 의견이 분분하나, "(아직) 창조되지 않은", "만들어지지 않은", "잘못 만들어진" 등이 제기되어 있다.

## 문헌상 출전

### 고 에다
《고 에다》의 서사시 중 하나인 〈바프스루드니르가 말하기를〉에 보면, 오딘이 "가근라드"라고 이름을 속이며 지혜로운 요툰 바프스루드니르와 지혜 대결을 펼친다. 제17절에서 바프스루드니르가 오딘에게 신들과 수르트가 싸우게 될 들판의 이름이 뭐냐고 묻는다. 오딘은 제18절에서 그 들판의 이름은 비그리드이며 모든 방향으로 100리그씩 펼쳐져 있다고 답한다.
〈파프니르가 말하기를〉에서 드래곤 파프니르가 죽어가면서 영웅 시구르드에게 수르트와 신들이 싸울 섬의 이름이 뭐냐는 질문을 받는다. 파프니르는 그 섬의 이름이 "오스코프니르"라고 대답한다.

### 신 에다
《신 에다》 중 〈길피의 속임수〉에 보면 옥좌에 앉은 세 번째 분이 라그나로크의 사건들을 예언한다. 높으신 분은 무스펠의 병력들이 비그리드 들판에 모일 것이며, 이 들판은 "각 방향으로 1백 리그" 크기라고 말한다. 괴물 늑대 펜리르와 세계뱀 요르문간드가 도착한다. 한편 요툰 흐륌이 이끄는 서리 거인들과 로키가 이끄는 헬헤임의 망자들도 도착한다.
이 병력들이 모이면 헤임달이 일어서서 걀라르호른 나팔을 힘껏 불어 신들을 깨운다. 신들은 회의를 소집하고, 오딘은 미미스브룬느로 말을 타고 달려가 미미르에게 조언을 구한다. 세계수 위그드라실이 몸을 떨고 세상의 모든 존재들이 공포에 사로잡힌다. 신들과 에인헤랴르가 군장을 챙기고 비그리드로 나아간다. 오딘은 황금 투구와 쇄자갑을 걸쳤으며, 자신의 창 궁니르를 휘두르며 선두에 선다.
오딘은 펜리르와 싸우는데, 오딘의 바로 옆에 있던 토르는 요르문간드를 상대하느라 오딘을 돕지 못한다. 프레이는 수르트와 어울려 싸우지만 과거 스키르니르에게 자신의 명검을 주어버렸기에 사투 끝에 쓰러진다. 티르는 저승개 가름과 싸워 서로를 죽이게 된다. 토르는 요르문간드를 죽이지만 요르문간드의 독기를 마신 탓에 아홉 걸음을 걸은 뒤 자신도 쓰러져 죽는다. 펜리르가 오딘을 잡아먹지만, 그 직후 오딘의 아들 비다르가 앞으로 뛰어들어와 늑대의 아랫턱을 발로 짓밟고 손으로 윗턱을 붙잡아서 입을 찢어 죽인다. 로키와 헤임달도 서로를 죽이게 된다. 그리고 수르트가 대지에 불을 흩뿌리고, 전세계가 불타오른다.
세번째 분은 위의 내용을 말하면서 〈바프스루드니르가 말하기를〉을 인용하고 있다.

## 같이 보기
- 아마겟돈

## 참고 자료
- Bellows, Henry Adams (Trans.) (1923). The Poetic Edda. American-Scandinavian Foundation.
- Faulkes, Anthony (Trans.) (1995). Edda. Everyman. ISBN 0-460-87616-3
- Larrington, Carolyne (Trans.) (1999). The Poetic Edda. Oxford University Press. ISBN 0-19-283946-2
- Orchard, Andy (1997). Dictionary of Norse Myth and Legend. Cassell. ISBN 0-304-34520-2
- Simek, Rudolf (2007) translated by Angela Hall. Dictionary of Northern Mythology. D.S. Brewer. ISBN 0-85991-513-1
- Thorpe, Benjamin (Trans.) (1866). The Elder Edda of Saemund Sigfusson. Norrœna Society.